# Mellon Collie and the Infinite Sadness
Mellon Collie And The Infinite Sadness je třetí a nejúspěšnější album The Smashing Pumpkins vydané 24. října 1995. Je to dvojalbum (2CD po 14 písních). Je na něm už patrný pozdější vliv elektronické hudby, který se více projevuje na dalším albu Adore o tři roky později. Prodalo se jej 16 milionů.
Magazín Time ho vyhlásil nejlepším albem roku 1995, a magazín Q ho v roce 1998 vyhlásil jako 29. nejlepší album všech dob. Roku 2003 jej časopis Rolling Stone vyhlásil 487. nejlepším albem všech dob. Tentýž časopis jej také vyznamenal 82. místem v seznamu nejlepších alb devadesátých let.

## Seznam písní
Autorem všech skladeb je Billy Corgan, pokud není uvedeno jinak.
CD 1  - Dawn to Dusk
| Pořadí | Název                                  | Autor     | Délka |
| ------ | -------------------------------------- | --------- | ----- |
| 1.     | Mellon Collie and the Infinite Sadness |           | 2:52  |
| 2.     | Tonight, Tonight                       |           | 4:14  |
| 3.     | Jellybelly                             |           | 3:01  |
| 4.     | Zero                                   |           | 2:41  |
| 5.     | Hero Is No Why                         |           | 3:45  |
| 6.     | Bullet with Butterfly Wings            |           | 4:18  |
| 7.     | To Forgive                             |           | 4:17  |
| 8.     | Fuck You(An Ode To No One)             |           | 4:51  |
| 9.     | Love                                   |           | 4:21  |
| 10.    | Cupid de Locke                         |           | 2:50  |
| 11.    | Galapogos                              |           | 4:47  |
| 12.    | Muzzle                                 |           | 3:44  |
| 13.    | Porcelina of the Vast Oceans           |           | 9:21  |
| 14.    | Take Me Down                           | James Iha | 2:52  |

CD 2  - Twilight to Starlight
| Pořadí | Název                     | Autor | Délka |
| ------ | ------------------------- | ----- | ----- |
| 1.     | Where Boys Fear to Tread  |       | 4:22  |
| 2.     | Bodies                    |       | 4:12  |
| 3.     | Thirty-Three              |       | 4:10  |
| 4.     | In the Arms of Sleep      |       | 4:12  |
| 5.     | 1979                      |       | 4:25  |
| 6.     | Tales of Scorched Earth   |       | 3:46  |
| 7.     | Thru the Eyes of Ruby     |       | 7:38  |
| 8.     | Stumbleine                |       | 2:54  |
| 9.     | X.Y.U.                    |       | 7:07  |
| 10.    | We Only Come Out at Night |       | 4:05  |
| 11.    | Beutiful                  |       | 4:18  |
| 12.    | Lily (My One and Only)    |       | 3:31  |
| 13.    | By Starlight              |       | 4:48  |
| 14.    | Farewell and Goodnight    | Iha   | 4:22  |

## Singly
- Tonight, Tonight - Meladori Magpie, Rotten Apples, Medellia of the Grey Skies
- Zero - God, Mouths of Babes, Tribute to Johnny, Maequis in Spades, Pennies, Pastichio Medley
- Bullet with Butterfly Wings - … Said Sadly
- Thirty - Three - Last Song, The Aeroplanes Flies High (Turns Left, Looks Right), Transformer
- 1979 - Ugly, Believe, Cherry

## Složení kapely
- Billy Corgan - zpěv, kytara
- James Iha - kytara, zpěv
- D'arcy Wretzky - basa, zpěv
- Jimmy Chamberlin - bicí